# Авренське плато
Авренське плато (або Момино плато або Девенське плато) — циркумденудаційне плато у Східній Дунайські рівнині, Варненській області.  Назва плато походить від села Аврен (раніше зване Момино), розташоване в західній частині. 
Авренське плато розташоване між річкою Камчия на півдні, Провадійською річкою на заході і північі, і Чорним морем на сході. Побудовано з осушених палеогенних і неогенних відкладень (мергель, пісок і піщаний вапняк). Його площа становить близько 420-450 км 2 з максимальною висотою 328,8 метрів (пік Пейкові ниви), розташованою в 1,5 км на північ від села Аврен. Західні схили і північні круті і оточені розломами, а східні схили терасні від зсувів. На півдні схили довгі і схильні, розділені мережою долин. Карстові, тріщинисті води (часто солоні і з мінералізацією 2 - 30 г / л).   Авренське плато дає начало річці  Комлудере.  Ґрунти в основному сірі лісові.

## Оточуючи формування
Авренське плато межує на півночі з берегом Варненського озера, яке є тісним водним басейном, лиманом, в оточенні крутих схилів плато (200-250 м) на півдні і з пологим ухилом на півночі, побудованим виключно третинними матеріалами. Варненське озеро було сформоване під час молодого четвертинного періоду, коли гирло р. Провадія, внаслідок єпейротгенного пониження суші наповнилось  водами Чорного моря. Сьогодні канал, що з'єднує озеро з морем, штучний. Він був викопаний в 1907 - 1909 роках, довжиною 2 км, шириною 50 м і глибиною 5 м. Варненське озеро є акумуляційної зоною. Друга межа - озеро Білослав, яке в 3 рази менше, ніж у Варненське. На заході його оточує величезна болотна долина, через яку протікає річка Девня. Білославське озеро було сформоване так само, як і  Варненське, в результаті вторгнення в кінці четвертинного періода моря, як наслідок пониження суші. Після прокладання каналу у 1928 р. обидва озера були штучно з'єднані. Професор Ст. Бончев назвав Султанларське поле — Царевським, яке обмежене на сході крутосхилими авренськими висотами, на півдні - низько-витягнутим еоценовим погледенським кряжем, і на півночі - малим і великим Сакаром, складеним з вапняків нижньої і верхньої крейди . Проф. Бончев висловив свою думку в 1924 р. про те, що це поле є "товстим  грабеном". Аналогічні думки висловлюють вчені Гочев, Цанков, Коен, В. Маринов. У цій частині Провадійська долина є тектонічною. З півдня Авренське плато огорожує долина Лонгоза, яка закінчується тут, біля річки Камчія, досить круто - із середньою висотою 50 метрів. Це велика трикутна алювіальна долина з базою до 5 км, на узбережжі Чорного моря і довжиною 30 - 40 км із   злиттям річок Люда Камчия та Голяма Камчия. 
Чорне море охоплює зі сходу круті, досить вертикальні, 50 метрові терасові схили плато Аврен, які утворюють його чорноморське узбережжя, що складається з міоценових товщ.  Миси терасовані, ступінчасті і утворюють так звану прибережну терасу Пенк.  Підземні води і хвилі  зволожують і пом'якшують нижній міоценовий шар.  Як наслідок, вони не витримують ваги верхніх шарів і руйнуються. За рахунок  подібних обвалів спостерігаються зсуви в меншому чи більшому розмірі щороку. 

## Геологічний состав і тектоніка
Авренське плато виділяється дуже чітко, як позитивна форма з середньою висотою 250 м. Авренське плато будується виключно з третинних відкладень. Лише на західному краю плато зустрічаються неокомські мергелі,  пісковик і вапняк. Міоцени відкладення з кримсько-кавказької фації. Над третинними відкладеннями находяться лес і гравій. Лес на плато в тонких смугах і окремих плямах товщиною 2 - 2,5 м.,  еоценові та міоценові шари майже горизонтальні з невеликим схилом на схід.  Чотири великі ділянки, сформовані у пліоцені, оточують плато з усіх боків, в які воно  занурюється.  Плато Аврен — типово роз'єднана, розломлена платоїдна ступінчатість, яка нині опущена. 

## Морфологія та гідрологія
Розрізняють кілька менших ландшафтів або морфологічних районів: центральне плато, північне з крутими пагорбами, південне з довгими паралельними плоскими схилами, східне з короткими платовими кряжами, північно-західну структурну смугу і південно-західну горбисту область. 
Область центрального плато має напрямок схід-захід, і є куполоподібні округлі вершини, які закінчуються горою Араптабія (230,3 м).  Цей платовидний вододіл ближче до північного кордону плато. 
Північна територія оточена південними берегами озера Варна і платовидною центральною областю.  Вона сильно розчленована ріками Белевською, Константинівською, Звездицею (Єневою), Свинською  та їх притоками.  Влітку річки майже сухі, але після проливних дощів вони протікають з великою силою і дуже легко потрапляють у легкоруйнуючі еоценові і міоценові відклади. 
Південний регіон характеризується тим, що річки тут довші, з досить широкими відкритими долинами і прогинами, що мають південний і південно-східний напрями.  Кряжі в основному  з міоценових пісковиків і вапняків, покритих гравієм і лесом.  Перед впаданням у річку Камчию річки утворюють піщані насипи, які втрачаються влітку, утворюючи невеликі болота.  Там, де переважають карстові вапняки, є карстові явища - карри та багато печер. 
Східна область оточена річкою Кушла (притока річки Чаир) на заході, річкою Камчиєю на півдні, узбережжям Чорного моря на сході і Варненською затокою на півночі.  З півдня на північ чергуються ряди міоценових плато: Мілчов Баір, Сертет, Карабиюк і Галатський (Галенський) хребет.  Більшість річок не течуть безпосередньо в море, а стають підземно-дифузними. 
Структурна зона в північно-західній частині плато Аврен знаходиться між Белославом, Авреном і Синделом. Велика частка  цієї зони належить до нижчо- і верхньо-крейдових мармурів і вапняків, а частково до еоценових відкладень. Вони сильно вирізані і з багатьма печерами. Ці вапняки мають особливу стійкість до руйнівних сил, утворюючи так звані структурні поверхні  з майже вертикальними і гладкими стінками (що характерне для Шуменського, Провадійського та інших ступенів Дунайської пластини). Через процеси пліоценових тектонічних утворень були сформовані ступінчасті площини, такі як Петрич-Кале і Таушанкарьяк, з різницею висот майже 100 м. Найвища частина - Корчанлук (322,2 м) і трохи на північ - найвища точка на всьому плато - 328,8 м.  Ці процеси надали схилам західної частини Авренського плато його ступінчастий характер.  У північно-східних відділеннях цього району, де переважають еоценові відкладення, є невеликі, пустельні, піщані місця з кам'яними пірамідами, подібними до  Побитових каменів.  У цьому районі знаходиться село Аврен. 

## Геоморфогенез
Як відправну точку для формування сьогоднішнього рельєфу на плато Аврена, можна взяти кінець міоцена і початок пліоцену. На думку В. Маринова, процес формування Авренського плато протікав у міоцені, після сарматської регресії, а в пліоцені і четвертинному періоді - розвиток поверхнєґрунтового рельєфу. Тераси річок і денудаційні поверхні дозволяють ідентифікувати на плато сліди п'яти кроків: перший крок висотою понад 300 м, другий - висотою від 220 до 240 м, третій крок висотою від 100 до 150 м, четвертий крок висотою 60 - 100 м і п'ятий висотою від 20 до 40 м. 
Плато Аврен зазнало двох епейрогенних рухів — ескалацій, що супроводжувалися тривалими паузами, під час яких руйнівні сили формували два рівняння. За словами В. Маринова, результати відповідних фаз епейрогенного підйому, які охоплюють майже весь Балканський півострів через четвертинний період, ріки на плато ритмічно піднімаються - Провадійській рекаі і Камчия, утворюючи 5 або 6 річкових терас. Під час раннього четвертинного періоду продовжується нова епейрогенного занепаду. В результаті море вторгається в лимани річок і формує основи сьогоденних лиманів. Завдяки вирівнюванню гірських і долинних ерозійних базисів, лимани підлегли заповненню, відокремленню та акумуляції. З п'яти річкових терас, що залишилися під водами лиманів, ми маємо сліди найвищої і найстарішої, сицилійської тераси, що стояла на висоті 100 м над рівнем моря, а тепер тільки на 40 м над рівнем моря. Інші тераси: милатська, тиренська і монастирська поховані або затоплені водами сучасних лиманів. У раньому четвертинному періоді узбережжя Чорного моря становить майже 100 метрів.  Внаслідок місцевого епейрогенезу та річкової ерозії під час пліоценового і четвертинного періодів  на плато Аврен формувалися сьогоднішні форми: плато, долини, кряжі, сходи, річкові тераси.  Алювіальними утвореннями є: мікрорельєф,  конуси, долинні зрівняності, прибережні тераси. 

## Клімат і ґрунти
Авренська платовидна ступінчатість потрапляє в північний субрегіон Чорноморського кліматичного поясу, який характеризується континентальними кліматичними особливостями. Середньорічна амплітуда температур вище 22 °C, а середня температура в серпні + 22 °C,  середня температура лютого   10° C. Літо, незважаючи на близькість моря, досить спекотне, а зима тепла через вплив Чорного моря. Весна довга і прохолодна, а осінь довга і тепла. Навесні температура 10 °C і восени 13 °C.  Завдяки  нагріванню моря максимальна температура досягається з липня по серпень. Через затримку у водному охолодженні мінімальні температури  з січня по лютий. Сніговий покрив триває недовго. У Варні близько 60 морозних днів на рік. На плато Аврен сніг лежить до 10 днів. Середньорічна кількість опадів становить близько 450 мм з максимумом в зимові місяці.  Опади характеризуються головним літнім максимумом, вторинним максимумом у жовтні, листопаді та грудні.  Північні та північно-східні вітри переважають на плато.  У перехідні сезони - квітень і жовтень також спостерігаються вітри з іншим напрямком. Літні східні вітри - морський бриз, приносять вологу і дощ, а північно-східні вітри взимку - морози.  Західні вітри більш потужні і сухі — називаються чорним вітром, причому східні частини плато є найбільш характерними для бризів.  Внаслідок невеликої хмарності влітку на узбережжі сонячного світла більше. 
Завдяки вологості лесовий покрив на плато Аврен змішується з пісками еоцену і міоцену, і утворює найпоширеніший ґрунт: каштановий (місцеве населення називає мезгою).  Дощі вимивають лесовий покрив і змінюють фізичні та хімічні властивості ґрунту, знижуючи його родючість.  Після вирубки лісової площі утворилася горно-коричневий ґрунт, але він не глибокий.  На землях села Аврен є коричневий чорнозем.  Те ж саме стосується і села Дабравино.  На всьому плато Авренг піщаний ґрунт є більш поширеним.  Алювіальні ґрунти в долинах змішуються з великим відсотком піску. 

## Біогеографія
Авренське плато повністю потрапляє в Чорноморський район з північно-континентальним кліматом.  Переважають континентальні і степові рослини.  Види рослин на плато Аврен залежать від клімату, географії та висоти.  Трав'яно-степова рослинність переважає у долинах, на схилах і платовидних частинах.  Більшість пасовищ і лугів є вторинними утвореннями.  Ліси - переважно дубові і букові, ростуть на високих ділянках плато - її понтийської денудаційної поверхні.  Уздовж узбережжя переважають чагарники, по схилах левантійської денудаційної поверхні.  Типовими є наступні  рослини: Smilax excelsa, Periplosa graeca, Lunicera etrusca, Slavia graudiflora, Cistus villosus, Ephedra vulgaris, Rhus ifhiara, Ahundo Pliniana, Celtis Australis, Lasminum fruticaus, Colutea arboresens, Coronia emeroides. Типовими середземноморськими рослинами є: Uniperus macrocarpa, Trifolium multistiatum та інші, а також Glacium leiocarpum Boss та дика лоза(Vitis vinifera).   

## Фауна
Плато Аврен потрапляє в Чорноморський район.  Найбільш поширеними видами тварин є: мартин сріблястий, шакал, житник пасистий, ховрах європейський. У навколишніх річках та озерах зустрічаються: риби, раки, жаби. 

## Антропографічні відносини
Сліди його перших мешканців зустрічаються в епоху-неоліту, коли неолітичні люди залишили нам культурні та сільські залишки, знайдені на самому плато в селі Равна Гора. Після копання каналу  між Белославським і Варненським озерами, знайшлися сліди жител бронзового віку.  Великі зміни та більший культурний слід залишили фракійці та греки, римляни.   Фракійці залишили артефакти у зв'язку з культом богів, особливо бога Вершника - героя.  Також святилища існували на Джанавар-тепе, на Хрестовій вершині, поблизу міста Белослав, в Петрич-Кале біля селі Аврен.  
Римські дороги також проходили через плато Аврен після створення міста Марчіанополіс (c.  Девня).  При них були утворені  стаціонарні та дорожні військові табори.  Глиняно-піщаний ґрунт був прекрасним матеріалом для виготовлення кераміки.  Під час вторгнення варварів на місці зруйнованих фортець будувалися нові.  Слов'яни і протобулгари оселилися в 7 столітті на плато Аврен. Вони засновали невеликі поселення серед лісових та гірських територій, які називаються "требища",  
Фортеця Петрич Кале була побудована на руїнах римського табору. Літописець Калимнах називав її "Печехіум".  Учасник походу царя Владислава III Варненчика - Длугош в 1444 році  назвав її Петреч. Петрич Кале є типовим середньовічним містом-фортецею. Для того, щоб захопити його 5 листопада 1444 року, король Владислав і його армія повинні були докласти великих зусиль, щоб перетнути стіну і рів з водою. Від фортеці звільненими християнськими рабами було відбито близько 500 османських солдатів. Османська політика після походу 1444 року  детально описана Марином Дриновим, Костянтином Іречеком, Л.  Милетичем. 
Внутрішні міграційні рухи сталися після того, як османи прибули і колонізувалися в 16 -19 століттях. В. Маринов описує прибуття османських військ біля селищ Долен і Горен Близнак, де болгари - чабани за свідченнями були забиті всі до одного. Під час другої половини османського правління населення Балканських гір почало переходити до рівнин, зі Східних Балкан, уздовж узбережжя через плато Аврен до Добруджі та Бессарабії. Згідно з дослідженнями Л. Милетича, оскільки місцеве населення згадувалося лише за 100-150 років до 1878 року, відбувалися міграційні хвилі з сіл Еркеч і Гулиця. Також, вважається, це сталося після війн 1810, 1828 і 1854 років. Мігранти прийшли з Анхиалсько, Габровсько, Старозагорсько, Елховсько, Бургасько и Єленсько. Черкеси вийшли одночасно з турецькими військами після російсько-турецької війни. Після звільнення болгарські іммігранти кілька разів приїжджали з Східної Фракії (Одринсько і Лозенградсько): в 1877, 1882-84, 1903, 1912-13 і 1919-20 рр . Ці заселення відбуваються переважно після важливих історичних подій на Балканському півострові. Переселенців місцеве населення називало "маджури". Біженці приїхали  також з Добруджі в 1918 р. (Бабадагсько і Балчишко), а також в 1922 - 23 і 1927 рр. і особливо в 1928 і 1934 рр.  Василь Маринов описав мігрантів з Кюстендила в 1887 році, а в 1908 - 09 роках - з Русе і Транско. Великі групи болгар, які супроводжують російські війська, емігрували до Росії і Бессарабії і залишалися там. Маринов вважає, що міграційні рухи на плато Аврен в основному викликані війнами та їх наслідками. Вторинні ролі відігравали економічні чи випадкові чинники, такі як чума тажорстокість османів над беззахисним болгарським населенням. Серйозну спробу встановити розміри зовнішньої міграції, хоча і з найбільш загальними даними, зробив проф. А.Т.Тотєв за період з 1880 по 1930 рр.

## Поселення
На території плато Аврен розташовані 18 населених пунктів, розташованих у 5 громадах Варненської області:
- Громада Аврен  - Аврен, Беньковський, Близнаці, Болярці, Добрий Дол, Здравець, Казашка Река, Китка, Круша, Приельці, Равна Гора, Садово;
- Громада Белослав - Белослав, Разделна;
- Громада Варна - м. Варна (квартали Аспарухово і Галата), Звездица, Константиново;
- Громада Долішній Чифлик - Венелин.

## Транспорт
У східній частині плато, з півночі на південь, протягом 28,4 км від Варни до Камчії проходить ділянка дороги першого класу № 9 від прикордонного переходу Дуранкулак -  Варна - Бургас - КПП Малко Тирново. Через плато будується автомагістраль "Чорне море" від Варни до Бургаса протяжністю 9 км.

## Топографічна карта
- Аркуш карти K-35-32. Масштаб: 1 : 100 000.

## Використана література
- Маринов, Василь "Плато Аврена" 1938  Софія
- Мічев, Микола та інші .   Географічний словник Болгарії .   Софія,   Наука і мистецтво ,   1980.   стор.
- Стефанов Ів. Акад., Сугарев, Х. Проф., Наумов, Н. Проф., Христов, Е., Атанасов, О., "Демографія Болгарії", наука і мистецтво, Софія, 1974
- Стателова, Олена Проф., Вул. Гранчарова, Том III "ІСТОРІЯ НОВОЇ БОЛГАРІЇ 1878 -1944", вид. Анібус Софія 1999
- Національний статистичний інститут [Архівовано 24 червня 2011 у Wayback Machine.]
- Енциклопедія Болгарії Том 1, Видавничий дім Болгарської академії наук
- Природно-географічний огляд Авренського плато, Петко Симеонов Колев
- Проданов, Богдан "Геологічна основа для картографування донних ареалів на болгарському континентальному шельфі перед берегом Аврена" 2017, Інститут океанології Болгарської академії наук